# 앨라배마 준주
앨라배마 준주(Alabama Territory)는 1817년 3월 3일에 미시시피 준주의 동부 지역에 설립되어, 2년 후 1819년 12월 14일에 미합중국 22번째 주로 승격하여 앨라배마주가 된 미국의 자치령, 즉 준주였다. 주도는 세인트 스티븐스가 지정되었고, 주지사는 윌리엄 와이어트 빕이 선임되었다.

## 역사
앨라배마 준주는 1817년 3월 3일 의회에서 상정되었다. 그러나 1817년 8월 15일까지는 발효되지 못했다.